# Zoilus II
Zoilus II, död 35 f.Kr., var en indogrekisk monark. Han tillhörde Euthydemiddynastin, och var regerande monark av en indogrekisk monarki i Punjab mellan 55 f.Kr. och 35 f.Kr.